# Poynter Hill
Der Poynter Hill ist ein markanter und 825 m (nach britischen Angaben 950 m) hoher Hügel im Norden des Grahamlands auf der Antarktischen Halbinsel. Auf der Westseite der Trinity-Halbinsel ragt er 13 km ostsüdöstlich des Kap Kjellman auf.
Der Falkland Islands Dependencies Survey kartierte ihn im Jahr 1948. Das UK Antarctic Place-Names Committee benannte ihn 1950 nach Charles Wittit Poynter (1797–1878), Master’s mate auf der Brigg Williams unter Edward Bransfield zur Erkundung der Südlichen Shetlandinseln und der Bransfieldstraße.